# Маккалох, Хью
Хью Маккалох (англ. Hugh McCulloch; 7 декабря 1808 — 24 мая 1895) — американский политик, 27-й и 36-й министр финансов США.

## Биография
Хью Маккалох родился в Кеннебанке, штат Мэн. В 1883 году окончил юридический факультет колледжа Боудойн в штате Мэн. До 1835 года Маккалох занимался юридической практикой в Форт-Уэйне, штат Индиана. С 1835 по 1857 год Хью Маккалох занимал пост президента Банка Индианы. В 1863 году министр финансов Салмон Чейз назначил Маккалоха первым контролёром по денежным обращениям в США. За 22 месяца исполнения обязанностей в департаменте по контролю за денежными обращениями он проинспектировал 868 банков и рекомендовал внести серьёзные изменения в банковское законодательство, что привело к принятию в 1864 году Национального банковского акта.
9 марта 1865 года президент Авраам Линкольн утвердил Хью Маккалоха на пост министра финансов США. После убийства Линкольна, Маккалох вспоминал, что в то утро 14 апреля 1865 года он «никогда не видел президента таким счастливым». 4 декабря 1865 года Маккалох в ежегодном докладе призвал временно отказаться от банкнот. Эта мера привела к снижению предложения банкнот. 12 марта 1866 года был принят закон, разрешавший выпуск не более 10 миллионов долларов в течение 6 месяцев, и не более 4 миллионов в последующие месяцы. Этот закон подвергся сильной критике и был отменён 4 февраля 1868 года. Во время своего пребывания в должности, Маккалох поддерживал политику, направленную на сокращение федерального военного долга и более бережное налогообложение юга. На посту министра финансов политик оставался до 1869 года.
Вскоре после окончания срока полномочий Хью Маккалох уехал в Англию, где в период с 1870 по 1876 год являлся членом банка Джея Кука. С октября 1884 года до марта 1885 года Маккалох стал министром финансов при администрации Честера Артура. В течение этих 6 месяцев политик продолжал выступать за обеспечение банкнот золотом и предупреждал, что бесконтрольная чеканка серебряных монет должна быть остановлена.
Умер Хью Маккалох 24 мая 1895 года в Принс-Джорджесе, Мэриленд, был захоронен на кладбище Рон-Крик.

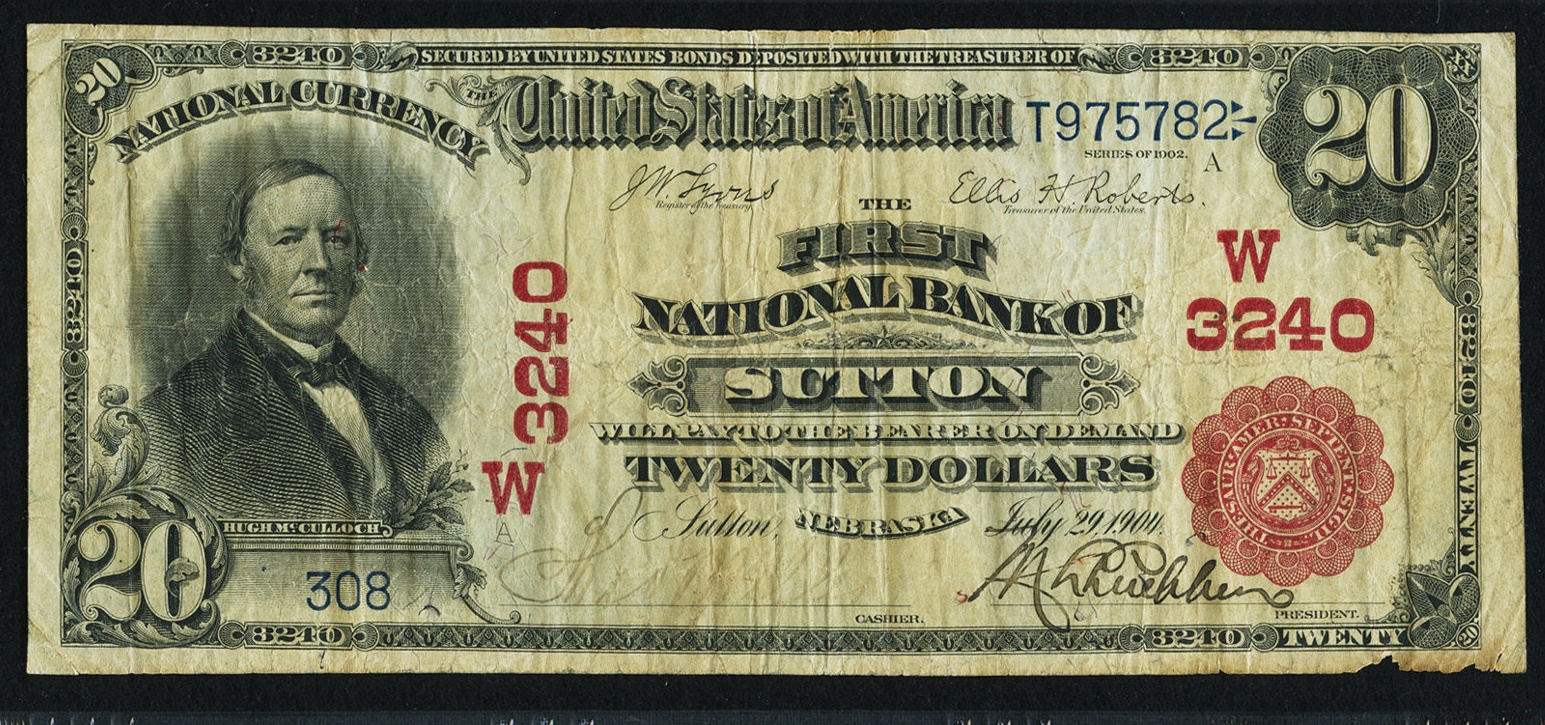
Купюра $20 с портретом Хью Маккалоха

## Память
Портрет Хью Маккалоха был размещён на 20-долларовой купюре образца 1902 года.